# هت‌بیلت
هت‌بیلت (به هلندی: Het Bildt) یک منطقهٔ مسکونی در هلند است که در فریسلاند واقع شده‌است. هت‌بیلت ۱ متر بالاتر از سطح دریا واقع شده‌است.